# Вонхоцкое аббатство
Вонхоцкое аббатство (пол. Opactwo Cystersów w Wąchocku) ― цистерцианское аббатство, находящееся в городе Вонхоцк, Польша.
Расположено недалеко от более крупного города Стараховице в Свентокшиских горах на юго-востоке Польши.
Монастырь был основан монахами-цистерцианцами, которые впервые пришли на это место в конце XII века. Цистерцианцы славились своими аббатствами и соборами, всегда пытаясь нанять лучших строителей. Строения монастыря прекрасно сохранились и по сей день, при этом они признаются в качестве наиболее ценных памятников романской архитектуры в Польше.

## История
Само аббатство, как полагают историки, было основано в 1179 году, о чём свидетельствуют немногочисленные сохранившиеся записи из той эпохи. Предполагается, что главным учредителем монастыря был Гадка, архиепископ краковский. Строительство церкви, посвящённой Пресвятой Деве Марии и Святому Флориану, было завершено ещё до татарского нашествия 1241 года. Это вторжение и многие последующие набеги монголов привели к уничтожению большей части монастыря, поэтому основная часть монастыря была реконструирована в конце XIII века.
Аббатство, как и многие монастыри цистерцианцев, процветало на протяжении нескольких столетий, получая доходы от фермерства и добычи железной руды. В середине XVII века Юрий II Ракоци, князь Трансильвании, вторгся на территорию Польши и разграбил монастырь. В 1696 году он был окончательно перестроен. В 1819 году, после Венского конгресса, по итогам которого было создано Царство польское, марионеточное государство в Российской Империи, аббатская церковь была понижена в статусе до приходской. Прежний статус был восстановлен лишь только в 1964 году. В 1991 году монахами на территории аббатства был открыт музей.